# Nautilus belauensis
El nautilo de Palaos (Nautilus belauensis) es una especie de molusco cefalópodo de la familia Nautilidae nativa de las aguas de los alrededores de la isla de Palaos, en el océano Pacífico. N. belauensis es muy parecido al Nautilus pompilius, comparten un ombligo cerrado y cubierto por una callosidad. Se diferencian en la base de la rádula.
N. belauensis es el segundo nautilus  más grande después del N. pompilius pompilius. Su concha alrededor de 210 mm de diámetro, aunque se han recogido especímenes mayores, de hasta 226 mm.